# トランスリニア・ライト
『トランスリニア・ライト』（Translinear Light）は、アリス・コルトレーンが2004年に発表したスタジオ・アルバム。日本で先行発売された。なお、コルトレーンは2007年1月12日に死去し、結果的に生涯最後のスタジオ・アルバムとなった。

## 背景
1980年代以降のコルトレーンの録音活動は、自主制作カセット・テープのリリースのみにとどまっていたが、本作は自身26年ぶりの公式なアルバムとして発表された。息子のラヴィ・コルトレーンがプロデューサーを務め、サクソフォーンやパーカッションの演奏にも貢献したのに加えて、ラヴィの弟オランもレコーディングに参加した。なお、コルトレーンはハープ奏者としても知られているが、本作ではハープを弾いていない。
収録曲「シータ・ラム」は、1971年のアルバム『ユニヴァーサル・コンシャスネス』にも収録されていた曲の再演である。「Satya Sai Isha」には、コルトレーンが創設した「Vedantic Center」の生徒がチャントで参加しているが、この曲は日本盤CDでは外され、代わりに亡夫ジョン・コルトレーンのカヴァー「至上の愛-パート1 承認」が収録された。

## 反響・評価
アメリカの『ビルボード』ではジャズ・アルバム・チャートで10位に達し、カルロス・サンタナと連名の『啓示』（1974年）以来30年ぶりにチャート入りを果たした。
ジョン・ケルマンはAll About Jazzにおいて5点満点中4点を付け「音楽が持つ癒しの力を、誠実かつ謙虚に実演しており、ことさらに知性を強調するのでなく、心に直接響いてくる」と評している。Thom Jurekはオールミュージックにおいて5点満点中4.5点を付け「コルトレーンのカタログの中でも特に入門編となり得る作品」と評している。また、『CDジャーナル』のミニ・レビューでは「愛息ラヴィのプロデュースは70年代の雰囲気を回帰させた精神性の強いものとなっている」と評されている。

## 収録曲
特記なき楽曲はアリス・コルトレーン作。
1. シータ・ラム - "Sita Ram" (Traditional) - 6:08
2. ウォーク・ウィズ・ミー - "Walk with Me" (Traditional) - 7:50
3. トランスリニア・ライト - "Translinear Light" - 9:50
4. ジャガディシュワル - "Jagadishwar" - 5:47
5. ディス・トレイン - "This Train" (Traditional) - 6:06
6. 賛美歌 - "The Hymn" - 3:04
7. ブルー・ナイル - "Blue Nile" - 8:05
8. クレッセント - "Crescent" (John Coltrane) - 6:22
9. レオ - "Leo" (J. Coltrane) - 9:40
10. トリロカ - "Triloka" - 5:11

### アメリカ盤/ヨーロッパ盤ボーナス・トラック
1. "Satya Sai Isha" (Traditional) - 5:40

### 日本盤ボーナス・トラック
1. 至上の愛-パート1 承認 - "Part I: Acknowledgement (From a Love Supreme)" (J. Coltrane) - 9:26

## 参加ミュージシャン
- アリス・コルトレーン - ウーリッツァー・オルガン(on #1, #5, #9, #11)、ピアノ(on #2, #3, #7, #8, #10)、シンセサイザー(on #4, #6)
- ラヴィ・コルトレーン（英語版） - パーカッション(on #1, #3)、ソプラノ・サクソフォーン(on #3)、テナー・サクソフォーン(on #4, #7, #8, #9)、スレイベル(on #9)
- オラン・コルトレーン - アルト・サクソフォーン(on #6)
- ジェームス・ジーナス - ベース(on #2, #4, #7)
- チャーリー・ヘイデン - ベース(on #3, #5, #8, #10)
- ジェフ・テイン・ワッツ - ドラムス(on #2, #4, #7)
- ジャック・ディジョネット - ドラムス(on #3, #5, #8, #9)、シンセ・ドラム(on #1)
- The Sai Anantam Ashram Singers - チャント(on "Satya Sai Isha")